# Nathan Riggs
Nathan Riggs, M.D., F.A.C.S é um personagem fictício do drama médico Grey's Anatomy, que vai ao ar na American Broadcasting Company (ABC), nos Estados Unidos. O personagem foi criado pela produtora da série, Shonda Rhimes e é interpretado pelo ator Martin Henderson. Ele foi apresentado no episódio "The Me Nobody Knows" como um cirurgião cardiotorácico que havia trabalhado no exterior com April Kepner durante seu tempo na Jordânia. Depois de levar um paciente para o Grey-Sloan Memorial Hospital, ele começa a trabalhar lá como assistente da Maggie Pierce. No hospital, ele começa um relacionamento romântico com Meredith Grey, agora viúva após a morte de Derek Shepherd, até que sua noiva desaparecida, Megan Hunt, é encontrada e trazida para casa. Nathan faz sua última aparição no episódio " Danger Zone ", quando ele e Megan começam sua vida de novo com seu filho em Los Angeles.

## Enredo
Nathan Riggs é apresentado no sexto episódio da décima segunda temporada do programa como um novo cardiologista presente no Grey-Sloan. É rapidamente descoberto que ele e Owen Hunt ( Kevin McKidd ) eram amigos, mas que sua amizade terminou amargamente. Mais tarde, é revelado que a rivalidade de Nathan e Owen foi causada pelo desaparecimento da irmã de Owen, Megan. Megan, que estava noiva de Nathan na época de seu sequestro, descobriu a infidelidade de Nathan antes de fugir e ser sequestrada. Owen há muito culpa Riggs pelo destino de sua irmã, que foi dada como morta há 10 anos. No entanto, com o passar do tempo, Nathan e Owen aprendem a trabalhar juntos e, eventualmente, restabelecem sua amizade.
No final da 12ª temporada, Nathan dorme com Meredith Grey ( Ellen Pompeo ) na parte de trás de seu carro. Após o incidente, eles concordam que foi uma coisa única, já que Meredith ainda tem problemas para superar seu falecido marido, Derek Shepherd ( Patrick Dempsey ). Meredith também descobre que sua meia-irmã, Maggie Pierce ( Kelly McCreary), desenvolveu uma paixão por Nathan, separando Nathan ainda mais de Meredith. Ainda assim, Nathan continua perseguindo Meredith, e embora ela resista, eles eventualmente começam um relacionamento depois de dormirem juntos novamente. Os dois ficam juntos por algum tempo, mas quando as coisas estão prestes a ficar sérias, Megan é encontrada no final da 13ª temporada. Meredith envia Nathan para Megan, insistindo que ela teria feito a mesma coisa se fosse Derek. Nathan e Megan inicialmente têm problemas para retomar o relacionamento, pois ela acredita que ele ainda está apaixonado por Meredith, mas eles finalmente voltam quando ele traz seu filho, Farouk, para ela do Iraque, provando sua lealdade a ela. Em "Danger Zone", Nathan se muda para Los Angeles com Megan e Farouk para começarem suas vidas juntos.

### Partida
Nathan fez sua última aparição no episódio "Danger Zone", da 14.ª temporada. O episódio foi projetado como a partida para o personagem regular da série, Martin Henderson, tendo se juntado ao elenco em 2015 e concebido originalmente como o interesse amoroso de Meredith.
Shonda Rhimes anunciou a saída de Martin Henderson como Nathan Riggs via Twitter: "Adorei poder dar a Riggs um final feliz digno de seu caráter e talento. Quanto a Martin, este não é um final para nosso relacionamento. Ele tem sido parte da família Shondaland desde o piloto de Inside The Box e ele sempre será uma família. Mal posso esperar para encontrar um novo projeto para trabalhar com ele no futuro. " Henderson indicou em uma entrevista ao Deadline que sua saída foi uma decisão baseada na narrativa, já que ele recebeu um "contrato de curto prazo", acrescentando, "Este foi meu último ano, então eu esperava que a história de Nathan fosse encerrada."  

Henderson compartilhou seus pensamentos sobre seus relacionamentos com Megan e Meredith
Acho que havia claramente algo para Nathan nesses relacionamentos. Sentimentos assim, acho que não vão embora. A natureza de seu compromisso anterior com Megan e seus sentimentos ao redor o colocaram em um estado horrível de ter que escolher entre duas pessoas de quem gosta, mas honrar seu compromisso com Megan e seguir em frente é a coisa certa a fazer. Isso não nega seus sentimentos por Meredith. As complicações das emoções de Meredith, a perda de Derek e seguir em frente ainda a atormentam. E há muita ambiguidade em torno de todos esses sentimentos. Os dois se encontraram e isso proporcionou um bom drama. Eu me sinto mal pelos fãs que estavam interessados em Meredith e Nathan fazendo isso, e não sabendo para onde cada personagem iria. É difícil ouvir essas manifestações de quem não Não sei que ia acabar assim. Mas isso cria um bom drama e é algo que Shonda faz de maneira brilhante: destruindo as esperanças e expectativas das pessoas. É por isso que o show continua fazendo sucesso. Você não pode prever o que acontecerá com as pessoas a qualquer momento.